# Distrito de Boquete
Boquete es un distrito localizado al norte de la provincia de Chiriquí, al oeste de Panamá. Posee una superficie de 488,4 km² y una población de 22.435 habitantes. Este distrito es conocido por tener un clima templado, a diferencia de gran parte del país, debido a que el distrito se encuentra asentado en la cordillera Central. Su capital es la ciudad de Bajo Boquete.

## Historia
Según estudios arqueológicos, el área cercana al Volcán Barú fue lugar de las primeras sociedades agrícolas y cacicazgos, fechadas entre los años 300 a. C. y 600 d. C. No obstante, en la zona de la Laguna Boquete, se estima que la naturaleza y los humanos han interactuado desde 7,000 Antes del Presente. En Caldera se localizan diversos petroglifos que atestiguan la presencia de antiguas aldeas en la región.  
Durante la colonización española en América, el distrito de Boquete, junto con el resto de las Tierras Altas queda casi aislada debido al carácter topográfico de la zona, y es aprovechado como refugio por los indígenas ngöbe del centro del país y los misquito de la zona del Caribe centroamericano.
No es hasta la segunda mitad del siglo XIX, cuando se comienza a colonizar la región de Boquete, con población procedente de los distritos de Gualaca, Bugaba y David y una pequeña comunidad de inmigrantes europeos (sobre todo, franceses y alemanes), y estadounidenses que iniciaron el cultivo de café, legumbres y la cría de ganado. Esta inmigración influyó en la estética arquitectónica de los hogares del distrito.
Ya en 1907, la zona se componía de varios caseríos: Lino, Bajo Boquete, Quiel, Bajo de Monos, Los Naranjos, Jaramillo y Palos Bobos (hoy Palmira); y conformaban parte del distrito de David. No obstante, la lejanía y la poca comunicación entre la ciudad de David y las localidades de Boquete, trajo como consecuencia que los habitantes de esta zona solicitaron la formación de un distrito propio.
Con la promulgación de la Ley 20 del 17 de enero de 1911, se establece formalmente a Boquete como distrito de la provincia de Chiriquí. Como condición necesaria para formar el distrito, se añadió el corregimiento de Caldera y el caserío de El Francés.
Inicialmente, la capital del distrito se localizaba en el pueblo de Lino, donde habitaban la mayor cantidad de personas, y poseía algunas facilidades. No obstante, los habitantes del distrito hicieron una petición de traslado de la capital al pueblo de Bajo Boquete, debido a su naturaleza topográfica y ubicación céntrica en el distrito. A pesar de que el cambio fue hecho extraoficialmente, no se hizo efectivo hasta la promulgación de la Ley 103 de 1941.
En 1950 se comienza a celebrar el Festival del Café, se realizaba de manera intermitente por la comunidad con el objetivo de resaltar el principal producto agrícola del distrito.
El 9 de abril de 1970, ocurre una grave inundación que causó grandes daños materiales (uno de cada tres habitantes del distrito quedó afectado) y la muerte de ocho personas. Con este suceso, se decide suspender la feria hasta el año siguiente, se inició un proceso de rápida recuperación en la zona; y en 1973 el Festival del Café se convirtió en la Feria de Las Flores y del Café.
Hasta 1998, el distrito tuvo tres corregimientos: Bajo Boquete, Caldera y Palmira. En ese año se crearon los corregimientos de Alto Boquete, Jaramillo y Los Naranjos.

## Geografía

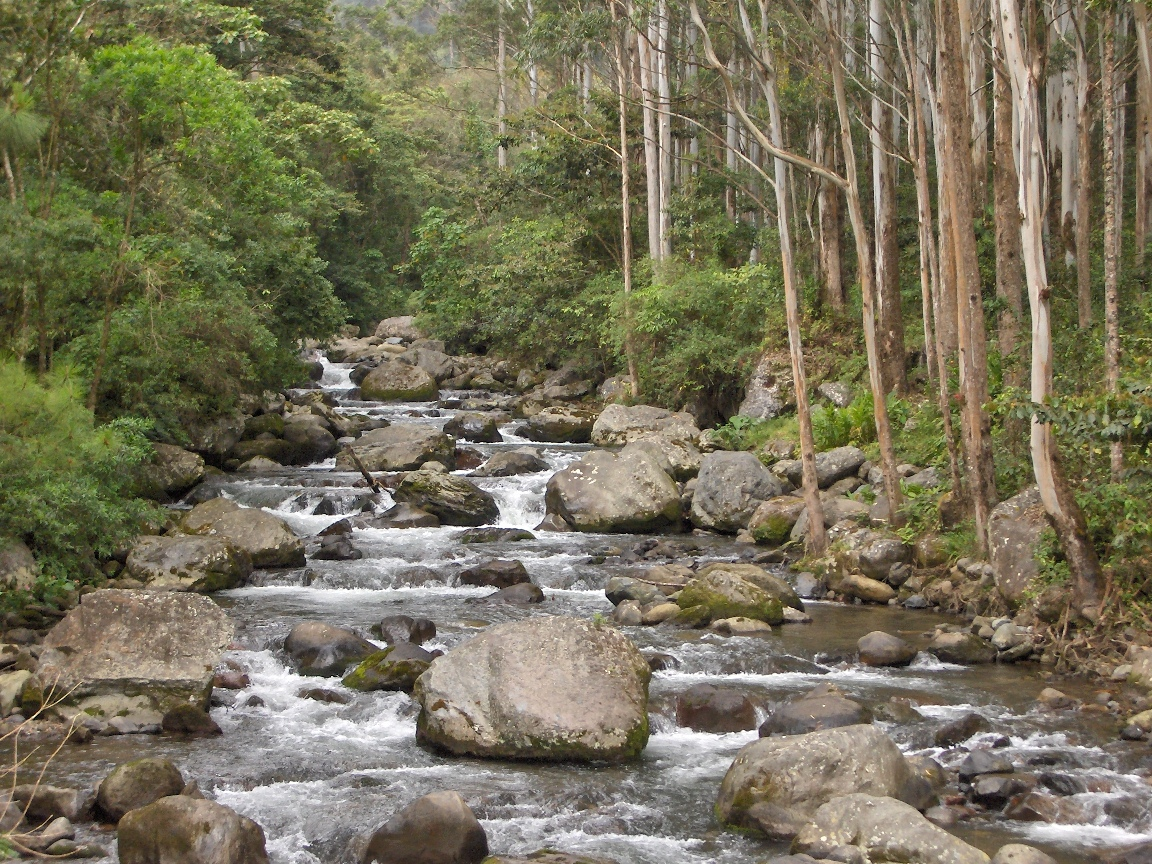
Vista del río Caldera.

El distrito de Boquete, se encuentra en la parte norte de la provincia de Chiriquí. Limita al norte con los distritos de Changuinola y Chiriquí Grande en la provincia de Bocas del Toro, al sur con los distritos de Dolega y David, al este con el distrito de Gualaca y al oeste con los distritos de Boquerón, Dolega y Tierras Altas.
Gran parte del distrito se encuentra asentado sobre la Cordillera de Talamanca, y la mitad norte de su territorio se encuentra a una altura mayor a los 800 m s. n. m. Elevaciones como Cerro Horqueta (2.231 m), Cerro Azul, Cerro Pata de Macho, Cerro Respingo, Cerro La Estrella, entre otros.
También debido a su localización y origen volcánico, su suelo es muy fértil y apta la producción de café y flores que no pueden crecer en terrenos bajos.
Entre los principales ríos del distrito se encuentran el río Chiriquí (que conforma la frontera con el distrito de Gualaca) y el río Caldera (afluente del río Chiriquí) que atraviesa el distrito. Otros ríos del distrito se encuentran el río Palo Alto, el río Los Valles, el río Cochea, el río Colga, el río Papayal y el río Agua Blanca.
La capital del distrito, Bajo Boquete, se encuentra a 35 km al norte de la ciudad de David. Tanto esta ciudad, como el resto del distrito es accesible solamente por carretera desde la ciudad de David y atravesando previamente el distrito de Dolega.

### Clima

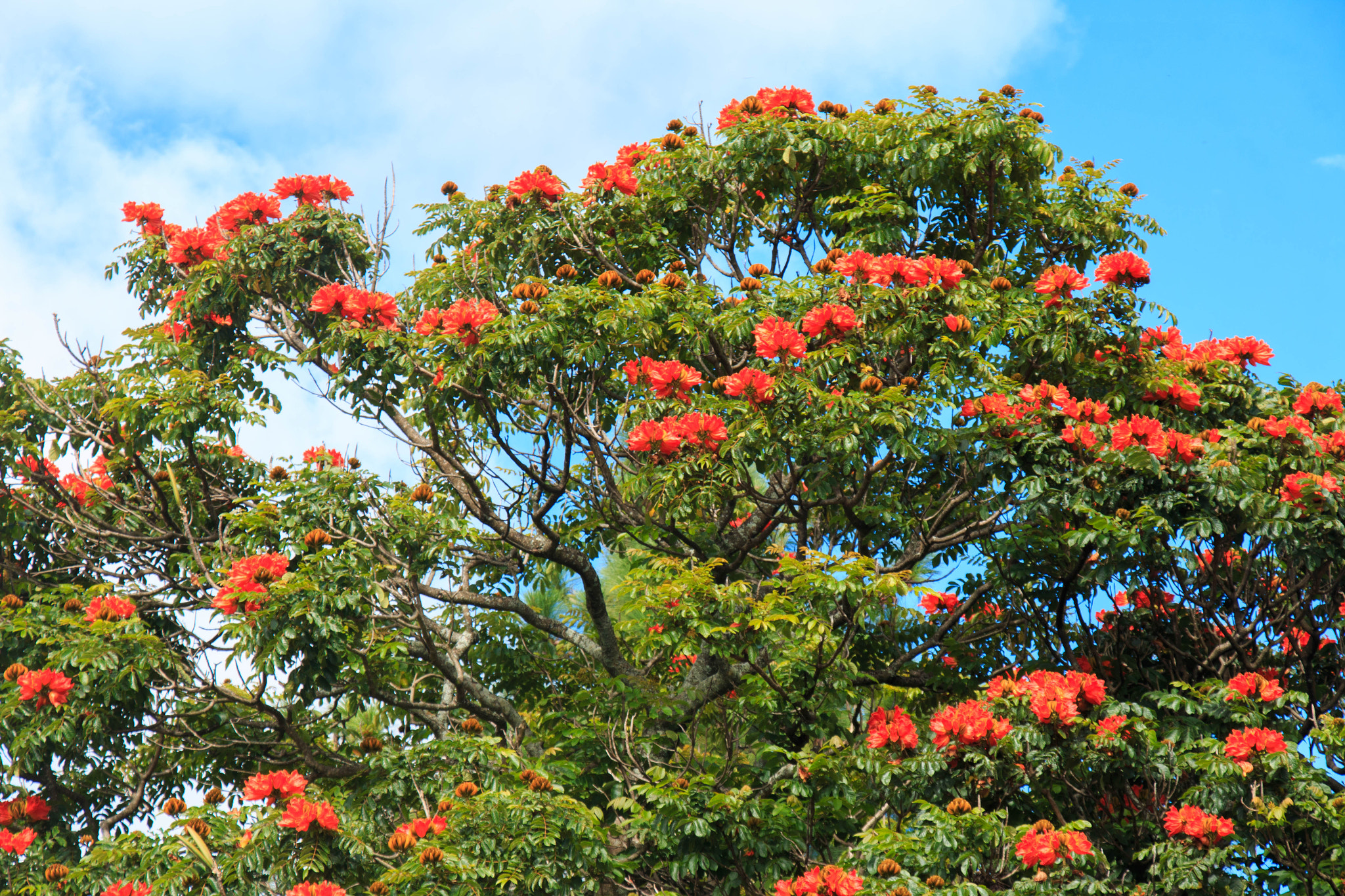
Árbol floral en Boquete.

Debido a su localización, el distrito de Boquete posee un clima templado. Durante el día la temperatura puede tener un máximo de 28 °C y una mínima de 15 °C en la noche. Con estas temperaturas, el ambiente es apto para el cultivo de flores y café.

### División política
El distrito de Boquete está dividido en 6 corregimientos:
- Bajo Boquete (cabecera del distrito)
- Alto Boquete
- Caldera
- Jaramillo
- Los Naranjos
- Palmira

## Demografía
La mayor parte de la población del distrito se encuentra concentrada en los corregimientos de Los Naranjos (4.930 habitantes), Alto Boquete (4.307 habitantes) y Bajo Boquete (4.243 habitantes), esta última, capital del distrito.
La población consiste en tres grupos principales: los indígenas ngöbe de las montañas, que trabajan principalmente en los cafetales; los pobladores panameños no-indígenas; y en tercer lugar los inmigrantes extranjeros provenientes de Europa y Estados Unidos.

## Cultura

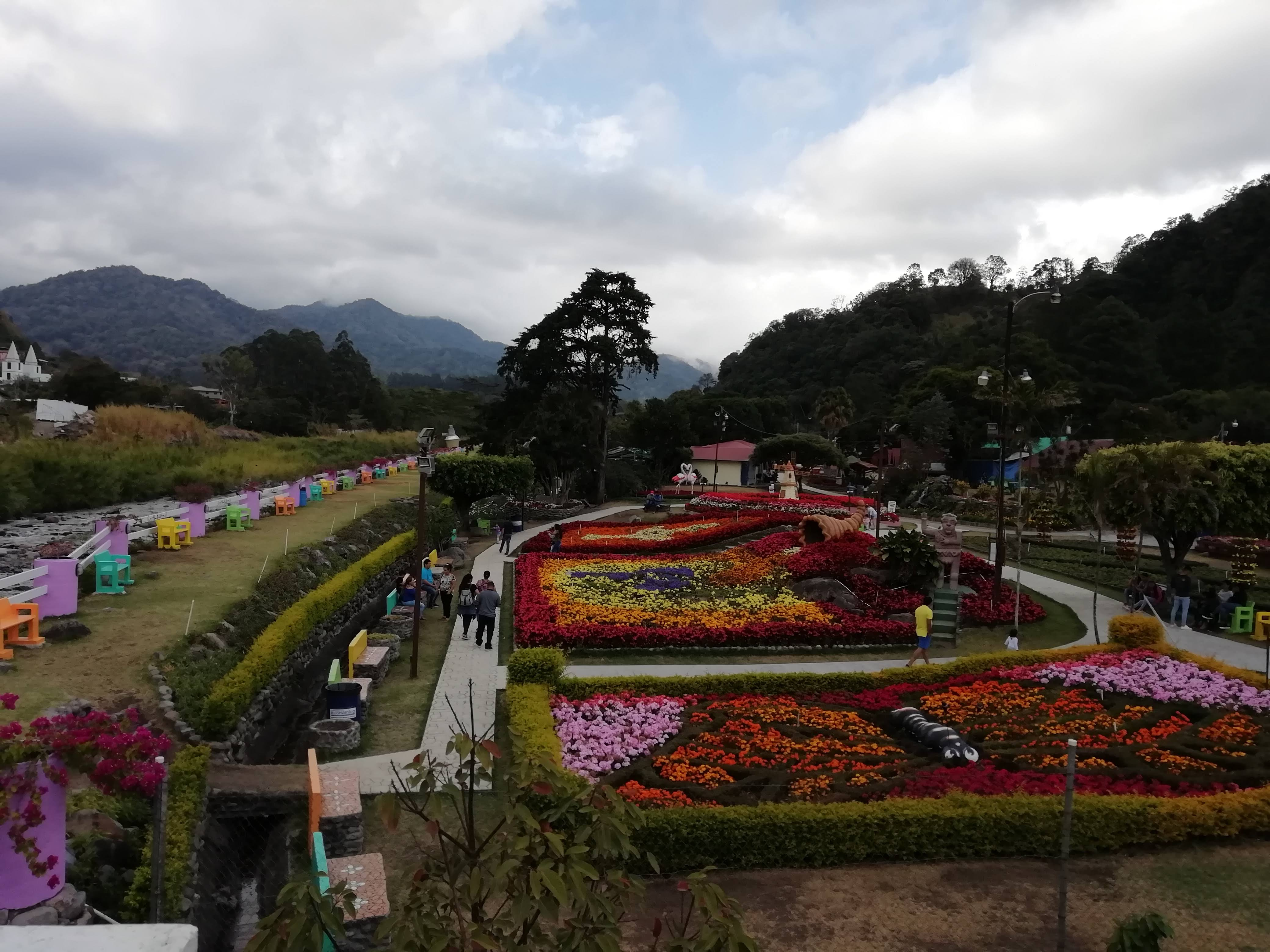
Feria de las Flores y el Café de Boquete tomada desde el puente que lleva a la entrada de la feria.

Boquete además cuenta con muchas costumbres y tradiciones como los son la Feria de las Flores y el Café, a principios del mes de enero, es uno de los eventos feriales más importantes del país, la Feria de las Orquídeas, en el mes de abril, 3 de noviembre (desfiles por la Separación de Panamá de Colombia), 4 de noviembre (desfiles por el Día de la Bandera), 28 de noviembre (desfiles por la Independencia de Panamá de España), 11 de abril (la fundación del Distrito de Boquete), la Semana Santa (procesión del Viernes Santo), y la fiesta de San Juan Bautista (patrono del pueblo el 24 de junio).

## Turismo
El distrito de Boquete, al igual que los distritos que conforman las Tierras Altas, es un destino principal de los turistas que buscan un clima agradable. En el distrito se encuentran diversos hoteles, cabañas y hostales.
El principal evento del distrito es la Feria de las Flores y el Café, que se celebra en las primeras semanas de enero. Este evento se ha posicionado como una de las ferias más importantes del país.

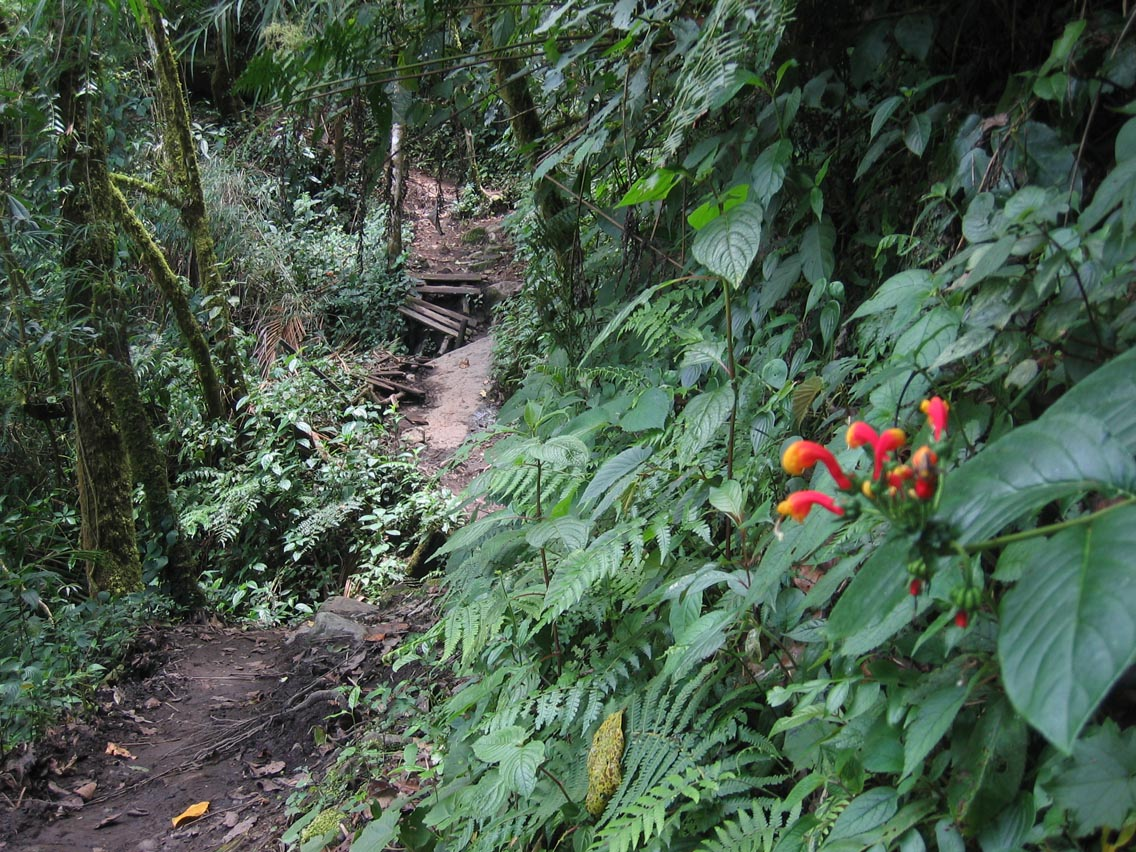
Tramo del Sendero de los Quetzales.

El ecoturismo es la principal actividad turística del distrito. Aparte de los recorridos a la cima del Volcán Barú, se realizan caminatas a través del Sendero de los Quetzales, que conecta el distrito de Boquete con el ciudad de Volcán, en el distrito de Bugaba y que está del otro lado del volcán. Desde este sendero es posible ver algunas especies de aves, en especial los quetzales.